# كريسيدا كويل
كريسيدا كويل (بالإنجليزية: Cressida Cowell)‏ هي كاتِبة ومؤلفة وكاتبة للأطفال بريطانية، ولدت في 15 أبريل 1966 في لندن في المملكة المتحدة.

## وصلات خارجية
- الموقع الرسمي
- كريسيدا كويل على موقع IMDb (الإنجليزية)
- كريسيدا كويل على موقع ميوزك برينز (الإنجليزية)
- كريسيدا كويل على موقع قاعدة بيانات الفيلم (الإنجليزية)